# Trigonella laciniata
Trigonella laciniata är en ärtväxtart som beskrevs av Carl von Linné. Enligt Catalogue of Life ingår Trigonella laciniata i släktet trigonellor och familjen ärtväxter, men enligt Dyntaxa är tillhörigheten istället släktet trigonellor och familjen ärtväxter. Arten har ej påträffats i Sverige. Inga underarter finns listade i Catalogue of Life.